# 黄天发
拿督黄天发（1954年10月2日—2019年3月28日），马来西亚沙巴州政治人物，曾担任民主行动党沙巴州主席、沙巴卫生及人民福祉部长以及沙巴州山打根国会议员，因心脏病发而于任内逝世，之后其女儿黄诗怡成功守土并继任该区国会议员。

## 政治生涯
2013年大选，黄天发代表行动党征战山打根，成功击败寻求守土的国阵自由民主党候选人刘伟强。
2015年11月29日，沙巴州行动党举行州委会选举，原任主席黄仕平宣布退位，而原任署理主席黄天发则获选为新主席。2018年11月25日，沙巴州行动党再次举行州委会选举，黄天发成功蝉联主席。
2018年大选，黄天发代表希望联盟继续在山打根出战，最终以10,098张多数票打败国阵自由民主党的候选人林明河成功连任。随后，黄天发以官委议员身份，受委沙巴卫生及人民福祉部长。

### 沙巴山打根掳绑案
2015年5月14日晚上7时40分左右，四名持械的菲律宾南部绑匪乘船突袭山打根海上皇餐厅，把身为餐厅东主的邓玉芬以及顾客邓德宏掳走，引起举国震惊。但沙巴东部特别保安指挥区指挥官拿督阿都拉昔表示沙巴一年才發生一次掳绑人质事件，因此沙巴依然安全。该说法随即遭到黄天发批评，认为这显示了政府高官推卸责任，并抱有不负责任和傲慢的态度。而在一年前，黄天发曾经敦促政府为沙巴人民重新签发身份证，因为有很多来自邻近的菲律宾南部移民通过不当管道成为沙巴公民。
11月17日，《海峡时报》报道指邓德宏已被阿布沙耶夫组织斩首，沦为首个遭菲南武装分子撕票的马来西亚人质。黄天发当晚发表文告谴责阿布沙耶夫组织的行径残暴和不人道，同时向受害者家属和朋友给予慰问。他认为恐怖分子斩首人质形同针对大马开战，要求政府施压菲律宾严打恐怖分子。黄天发也认为所有的东盟国家必须聚集讨论此事，同时将沙巴东部安全课题提升为本区域务必解决的重大课题。18日，黄天发要求国会为邓德宏默哀一分钟，但下议院副议长罗纳建迪以死者非高官显要回拒，只向邓德宏家属寄予同情。19日，黄天发向国会提呈一项紧急动议，要求辩论邓德宏遭阿布沙耶夫武装分子斩首事件，但遭议长以政府已致力营救，以及外交部在总结2016年财政预算案委员会阶段时已讲解过为由驳回。

### 受封拿督争议
2018年10月6日沙巴州元首华诞时，数名沙巴行动党籍官员，包括黄天发、州青体部长潘明丰、州助理部长黄仕平受册封“拿督”神山辉煌勋衔（PGDK），而亚庇国会议员陈泓缣、路阳州议员冯晋哲、里卡士州议员陈历发、伊罗普拉州议员张克骏，及丹南国会议员诺丽达则受封神山效忠衔（ASDK）。由于行动党的立场是该党所有人民代议士和县市议员只有在退休后才能接受册封，以免被误会追逐名位，因此黄天发等领袖违反党传统接受赐封引起了争议。
10月12日，黄天发出面解释，他们之所以接受册封，是因为他们在州元首华诞前两天才得知受封消息，时间上已不允许要求更改决定。另外，沙巴行动党并未推荐任何国州议员领勋，只是未料到州元首还是颁勋。因此，他们在召开紧急会议讨论后决定接受册封，以免被指责为不尊重州元首。他也解释说行动党在此之前并没发出清楚指示，禁止在任行动党议员接受勋衔。
10月17日，黄天发在接受《自由今日大马》访问时说，虽然有党领袖不满他们违反传统，但他们不会因此道歉和退还勋衔。他也表示党中委会已经接纳沙巴行动党领袖接受州元首赐封勋衔的理由，并且在未来除非事先获得党中央批准，否则将不会再接受赐封。

## 逝世
2019年3月28日，黄天发原订在当天出席必打丹的一场登山活动后，便从亚庇国际机场飞往吉隆坡。他在5时05分从家里出发至甘榜杜万顺（Duvanson）的担拜依（Tambaig）公园参与由国际青商会举办登山活动，途中并没有异样。但在下山后，黄天发向其家人投诉感到胸口疼痛并在当地歇息一会才上车。9时35分左右，黄天发在车上晕倒，被其司机送往位于亚庇的伊丽莎白女皇医院急救。12时15分，医院方抢救不果，宣布黄天发不幸去世，享年65岁。目前推测死因为心搏停止。
逝世后，黄天发的灵堂设于亚庇福禄寿殡仪馆以供瞻仰，其遗体于30日运回山打根后停放在中华思念馆，守灵仪式则进行至31日晚上。4月1日早上8时，黄天发的灵柜运抵山打根中华中学礼堂，并于8时30分举行公祭。10时30分过后，运载遗体的灵车绕行山打根市区，之后下葬在清和路基督徒墓园。
首相署部长刘伟强表示，他代表首相马哈迪·莫哈末和国会议长阿里夫，出席在中华中学活动中心大礼堂举行的黄天发告别公祭仪式。
在此之前，黄天发时常忙于政务，每天工作从早上6时直到晚上11时，并在沙巴亚庇、山打根和首都吉隆坡三地奔波，若有受邀活动也都会亲自出席。此外，黄天发还有高血压病历，曾于1月进行心脏血管成形术。

## 选举成绩
| 年份 | 选区   |  |                      | 得票数 | 得票率 | 竞选对手 | 竞选对手             | 得票数 | 得票率 | 总票数 | 多数票 | 投票率 |
| ---- | ------ |  | -------------------- | ------ | ------ | -------- | -------------------- | ------ | ------ | ------ | ------ | ------ |
| 2013 | 山打根 |  | 黄天发（民主行动党） | 14,226 | 51.99% |          | 刘伟强（自由民主党） | 13,138 | 48.01% | 27,923 | 1,088  | 75.35% |
| 2018 | 山打根 |  | 黄天发（民主行动党） | 19,094 | 67.97% |          | 林明河（自由民主党） | 8,996  | 32.03% | 28,668 | 10,098 | 72.07% |

## 荣誉
- 沙巴：
  -  神山辉煌勋章（PGDK）－拿督（2018年）[22][25]